# Milagro, Ecuador
Milagro är en ort i Ecuador.   Den ligger i provinsen Guayas, i den sydvästra delen av landet, 240 km sydväst om huvudstaden Quito. Milagro ligger 14 meter över havet och antalet invånare är 166 634.
Terrängen runt Milagro är mycket platt. Runt Milagro är det tätbefolkat, med 613 invånare per kvadratkilometer. Milagro är det största samhället i trakten. Trakten runt Milagro består till största delen av jordbruksmark.